# 6267 Рожен
Вижте пояснителната страница за други значения на Рожен.
 6267 Рожен  (на английски: Rozhen) е астероид от главния астероиден пояс.
Открит е от Ерик Валтер Елст, Владимир Шкодров и Виолета Иванова в Националната астрономическа обсерватория на връх Рожен (в Родопите) на 20 септември 1987 г.
Носи името на връх Рожен в планината Родопи, където се намира Националната астрономическа обсерватория на БАН.